# Peragrarchis rodea
Peragrarchis rodea is een vlinder uit de familie van de Carposinidae. De wetenschappelijke naam van de soort is voor het eerst geldig gepubliceerd in 1950 door Diakonoff.